# Reynel Montoya
José Reynel Montoya Jaramillo (* 19. November 1959 in San Vicente (Kolumbien)) ist ein ehemaliger kolumbianischer Radrennfahrer und nationaler Meister im Radsport.

## Sportliche Laufbahn
Reynel Montoya war Straßenradsportler. 1983 wurde er Berufsfahrer und blieb bis 1991 als Radprofi aktiv. 1984 gewann er die Bergwertung in der Tour de l’Avenir und wurde 14. der Gesamtwertung. 1987 siegte er in der Vuelta a Cundinamarca. 1987, 1988 und 1989 gewann die nationale Meisterschaft im Straßenrennen. In der Vuelta a Colombia 1989 wurde er Dritter hinter dem Sieger Oliverio Rincón und gewann zwei Etappen. Im Clásico RCN gewann er 1989 und 1990 Etappen. Das Etappenrennen Vuelta a Antioquia entschied er 1983, 1986 und 1987 für sich.
Montoya bestritt alle Grand Tours.
| Grand Tour            | 1985 | 1986 | 1987 | 1988 | 1989 | 1990 | 1991 |
| --------------------- | ---- | ---- | ---- | ---- | ---- | ---- | ---- |
| Vuelta a EspañaVuelta | –    | DNF  | –    | DNF  | –    | –    | –    |
| Giro d’ItaliaGiro     | 46   | –    | –    | –    | –    | –    | –    |
| Tour de FranceTour    | 41   | 15   | –    | –    | –    | 37   | 58   |